# Albedo: Eyes from Outer Space
『Albedo: Eyes from Outer Space』は、Z4G0 and Ivan Venturi Productionsが開発しMerge Gamesより発売された3Dアドベンチャーゲーム。日本ではクロスファンクションよりPlayStation 4版が2017年4月14日に発売。

## ストーリー
ジュピター研究所の警備員、ジョン・T・ロンギーは勤務中に大爆発が発生。地下室で気付くと周りは研究所の面影もなく謎の物質、生命体が蔓延っていた。ジョンは脱出するために戦わなければならない。そして生命体の正体とは何なのか。

## 登場キャラクター
- ジョン・T・ロンギー（声:神長壮一郎）
- エイリアンボス(声:黒井智広）
- エイリアンベイビー（声:真鍋俊之）
- 科学者（声:真鍋俊之）

## 評価
ファミ通クロスレビューでは7、7、7、8の29点。レビュアーはB級映画のような世界観と合ったグラフィック、アドベンチャーとアクションパートで別々に難易度設定ができる、ヒントの強調表示のオンオフができる、謎解きが多様、プレイ時間に対して内容が濃いとした一方、ユーザーインターフェースが今一つ、展開が唐突、謎解きが総当たりのように感じる、操作性に難があるせいで正解がわかっていても思うように進めずイライラすることもあったとした。